# Copelatus vigintistriatus
Copelatus vigintistriatus är en skalbaggsart som beskrevs av Leon Fairmaire 1869. Copelatus vigintistriatus ingår i släktet Copelatus och familjen dykare. Inga underarter finns listade i Catalogue of Life.